# Їлдиз Кентер
Айше Їлдиз Кентер (11 жовтня 1928 — 17 листопада 2019) — турецька акторка, викладачка акторської майстерності. Була послом доброї волі ЮНІСЕФ від Туреччини.

## Біографія
Їлдиз Кентер народилася 11 жовтня 1928 року в Стамбулі в сім'ї дипломата Ахмета Наджи Кентера і його дружини Надіде. Матір Їлдиз при народженні звали Ольга Сінт, вона після одруження переїхала до Туреччини і змінила ім'я. 
Їлдиз Кентер закінчила Анкарську консерваторію. 
У 1951 році одружилася з Ніхатом Акчал, брата співачки Несрін Сипахи. Через рік народила дочку Лейлу. Шлюб тривав сім років. У 1965 рік одружилася з Шюкраном Бешикташем, шлюб тривав до його смерті в 2002 році.

## Акторська кар'єра
11 років грала в державному театрі Анкари. Отримала грант фонду Рокфеллера, їздила в США вивчати акторське мистецтво. Після повернення в Туреччину викладала в Анкарській консерваторії. У 1959 році звільнилася з державного театру Анкари. 
Співпрацювала з Мухсіна Ертугрул, потім зі своїм братом Мюшфіком і чоловіком Шюкраном Бешикташ створила компанію «Kent Theatre Company». Після цього займалася в США і Великій Британії дослідженнями на тему «Методи акторської гри» і «Зміна методів освіти». 
У 1968 році збудували театр «Kenter Theatre» в Стамбулі. Йилдийз Кентер виступала в СРСР, США, Великій Британії, Німеччині, Нідерландах, Данії, Канаді, Югославії та на Кіпрі. 
Поставила і зіграла понад 100 п'єс, заснованих на творах таких авторів, як Шекспір, Чехов, Брехт, Іонеско, Пінтер, Олбі, Фугард, Мелих Джевдет Андай, Неджаті Джумалієв, Адалет Агаоглу, Музаффер Ізгю. 
37 років викладала акторське мистецтво. 
Їлдиз Кентер померла 17 листопада 2019 року в віці 91 року у приватній стамбульської клініці. Похована на цвинтарі Ашіян. У неї залишилися дві дочки, рідна Лейла Тепеделен і прийомна Есма Узун. 

## Нагороди і премії
У 1962 році Кентер отримала премію «Жінка року» за заслуги в галузі театрального мистецтва.  
Тричі ставала лауреаткою премії «Золотий апельсин» в номінації «акторка другого плану».  
У 1984 році Італійський інститут культури нагородив її премією Аделаїди Рісторі.  
У 1989 році за роль у драмі Халіта Рефіга отримала премію «Краща акторка» на корсиканському кінофестивалі.  
У 1991 році отримала премію Мелвіна Джонса. 